# Festő tölgy
A festő tölgy (Quercus velutina) a bükkfavirágúak (Fagales) közé tartozó tölgy nemzetség egyik faja.

## Előfordulása
Észak-Amerika keleti része, száraz erdők, homokdűnék.

## Leírása
Terebélyes, 25 m magas, lombhullató fafaj. Kérge sötétbarna, bordázott. Levelei mélyen, 5-7 karéjjal tagoltak, 25 cm hosszúak, 15 cm szélesek, karéjaik finoman kihegyezettek. Felszínük fényes sötétzöld, sima, fonákjuk világosabb molyhos, ami felkopaszodik, de az érzugokban barna szőrcsomó marad. 
A virágok tavasz végén nyílnak, a porzós barkák sárgászöldek, lecsüngőek, a termősek kevéssé feltűnőek.
A termése  2,5 cm-es feléig kupacsba zárt makk. A mély kupacsot lazán álló pikkelyek borítják.

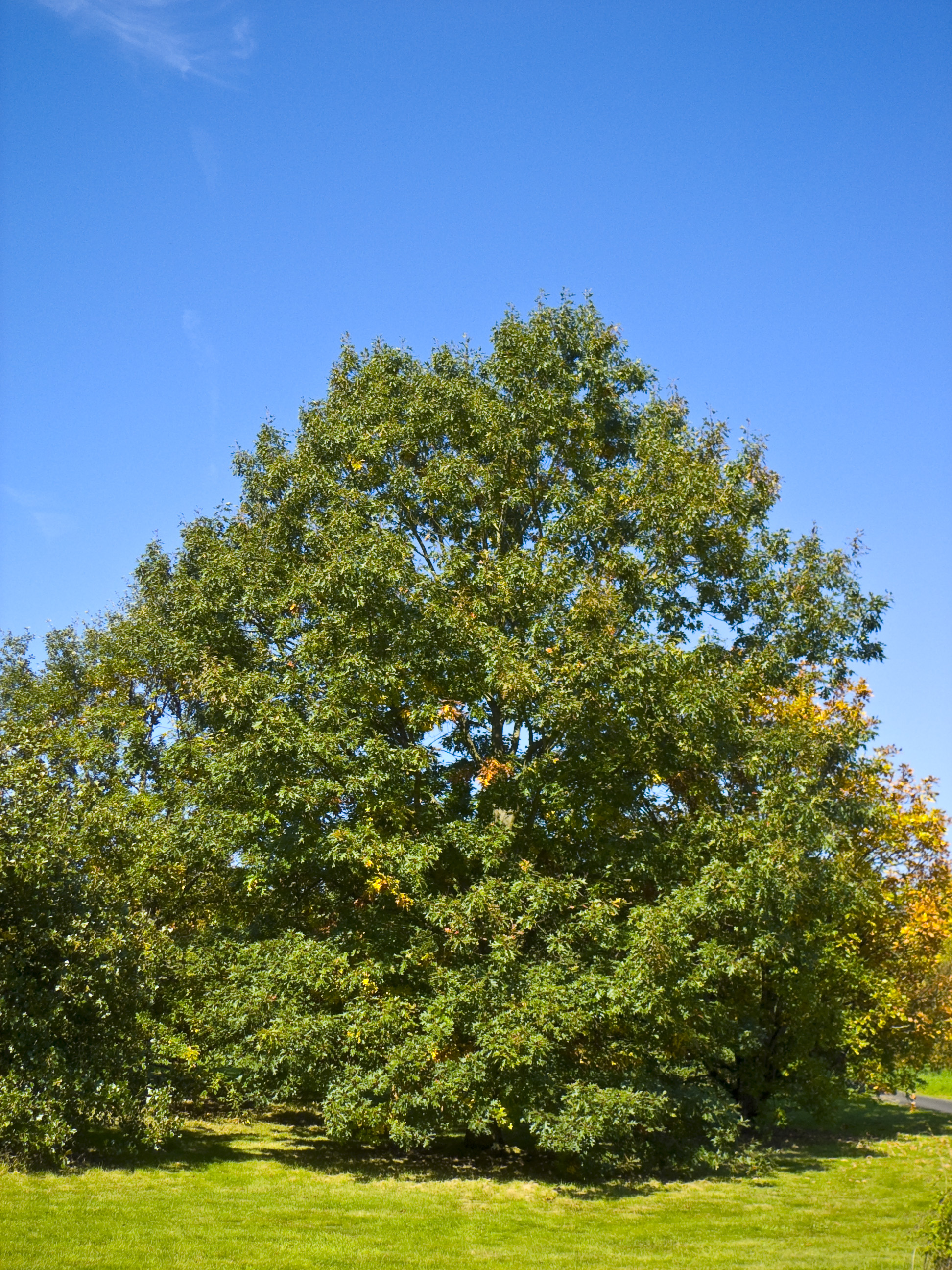
Habitusa
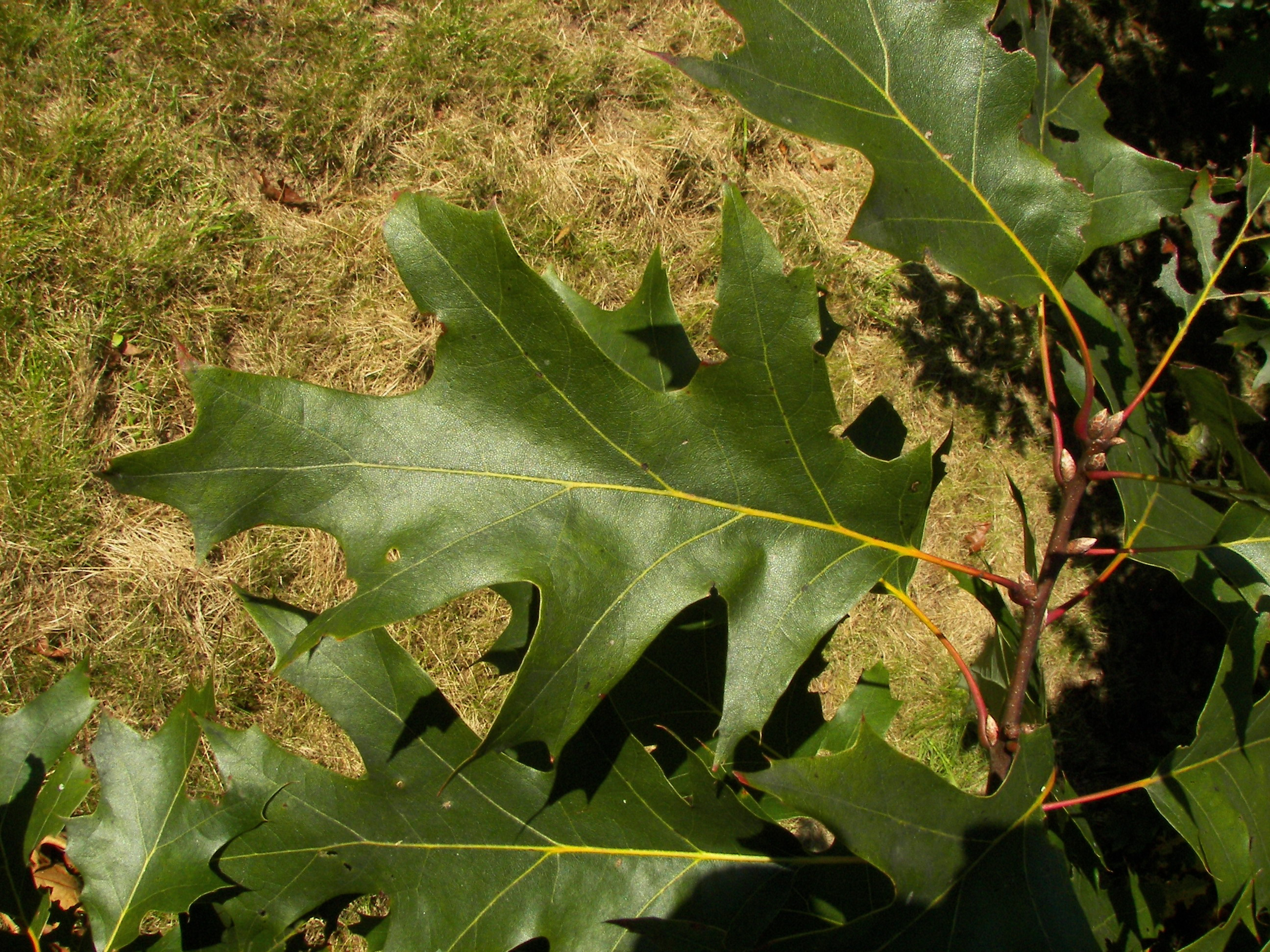
Levelei